# Anthurium galeottii
Anthurium galeottii är en kallaväxtart som beskrevs av Karl Heinrich Koch. Anthurium galeottii ingår i släktet Anthurium och familjen kallaväxter. Inga underarter finns listade.